# Ирис кожистый
И́рис ко́жистый, или Каса́тик кожистый, или Касатик перепо́нчатый (лат. Íris scariósa) — вид многолетних травянистых растений рода Ирис (Iris) семейства Ирисовые (Iridaceae). Включён в Красную книгу России.

## Ареал и среда обитания
Известен с юго-востока европейской части России, из Казахстана и Китая (Синцзян-Уйгурский автономный район). Основная часть российского ареала располагается в северо-западной и западной частях Прикаспийской низменности и на Ергенинской возвышенности, встречается также у озёр Эльтон и Баскунчак (недоступная ссылка с 14-11-2015 [3561 день]).
Как правило, растёт на солонцеватых почвах по откосам, на сухих плато, среди пустынно-степных трав, иногда заходит на пески.

## Описание

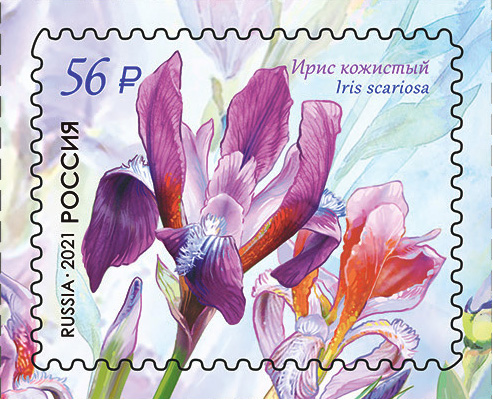
Почтовая марка России 2021 год

Многолетнее растение высотой от 10 до 15 см.
Стебель практически отсутствует, все листья прикорневые, серповидно изогнутые, сизые, жёсткие. Цветонос от 5 до 8 см, килеватый, листочки обёртки длиной 4—5 см, не закрывают трубку околоцветника, трубка околоцветника короткая (3—4 см).
Цветки 3,5—4,5 см в поперечнике, аромат слабый. Цвета: бледно-фиолетовые, встречаются от густо-фиолетовых до светло-голубоватых и почти белых тонов, очень редки особи с цветками желтоватых оттенков.
Семена тёмно-коричневые, шаровидно-удлинённые, вытянутые к одному из концов.
Цветение в середине — конце весны, плодоношение в середине — конце лета.

## Охрана
Помимо Красной книги России, включён в Красные книги следующих субъектов Российской Федерации: Волгоградская область, Дагестан, Калмыкия, Ростовская область, Ставропольский край.

## Ботаническая классификация

### Синонимы
По данным The Plant List на 2010 год, в синонимику вида входят:
- Iris astrachanica Rodion.
- Iris biflora Falk, nom. illeg.
- Iris elongata Fisch. ex Baker
- Iris eulefeldii Regel
- Iris pumila var. scariosa (Willd. ex Link) Schmalh.
- Iris scariosa var. eulefeldii (Regel) Maxim.